# Viorel Frunză
Viorel Frunză (ur. 6 grudnia 1979 w Kiszyniowie) –były mołdawski piłkarz, grający na pozycji napastnika obecnie trener. W reprezentacji Mołdawii zadebiutował w 2002 roku.